# Георгий Вахтангович
Георгий (Егор) Вахтангович Багратиони (груз. გიორგი ბატონიშვილი; 2 августа 1712 — 19 декабря 1786 Москва) — грузинский царевич, генерал-аншеф русской службы.

## Биография

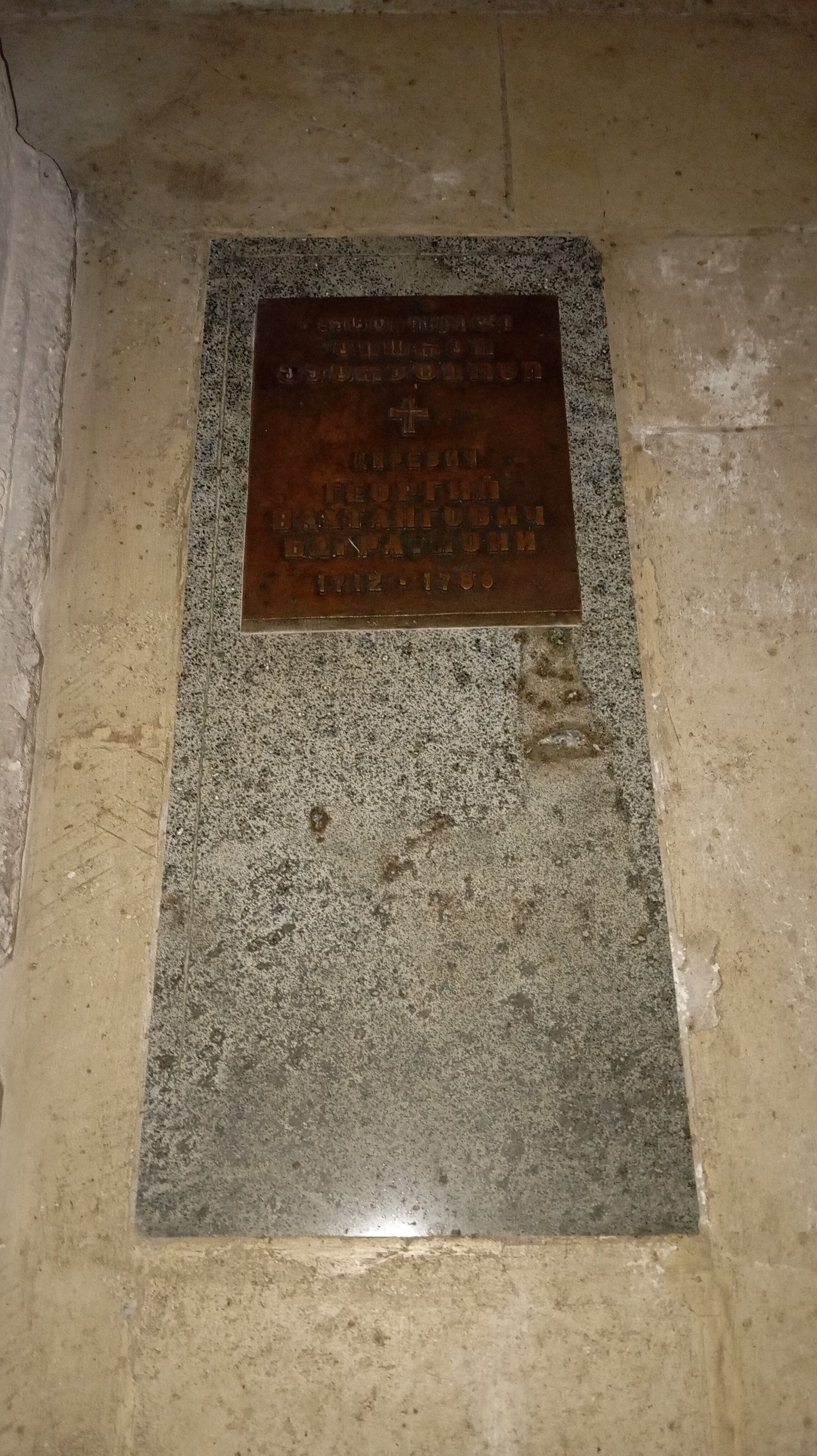
Могила Георгия Вахтанговича. Крипта Большого собора Донского монастыря (Сретенская церковь).

Второй сын царя Картли Вахтанга VI и царицы Русудан.
В 1724 году, после того как Грузия была аннексирована Турцией, царь Вахтанг по приглашению Петра I вместе со своим семейством перебрался в Россию. Вскоре царевич Георгий поступил на военную службу. Во время Русско-шведской войны (1741—1743) в чине генерал-майора командовал галерной эскадрой. Отличился в ходе Войны за австрийское наследство (1740—1748). Участвовал в Семилетней войне. В 1762 году произведен в генерал-аншефы.
После смерти старшего брата, Бакара, царевич Георгий стал главой грузинской диаспоры Москвы. На его средства в грузинской слободе был построен храм Георгия Победоносца.
В 1785 году пожертвовал крупную сумму — 10 тысяч рублей — на нужды Московского университета.

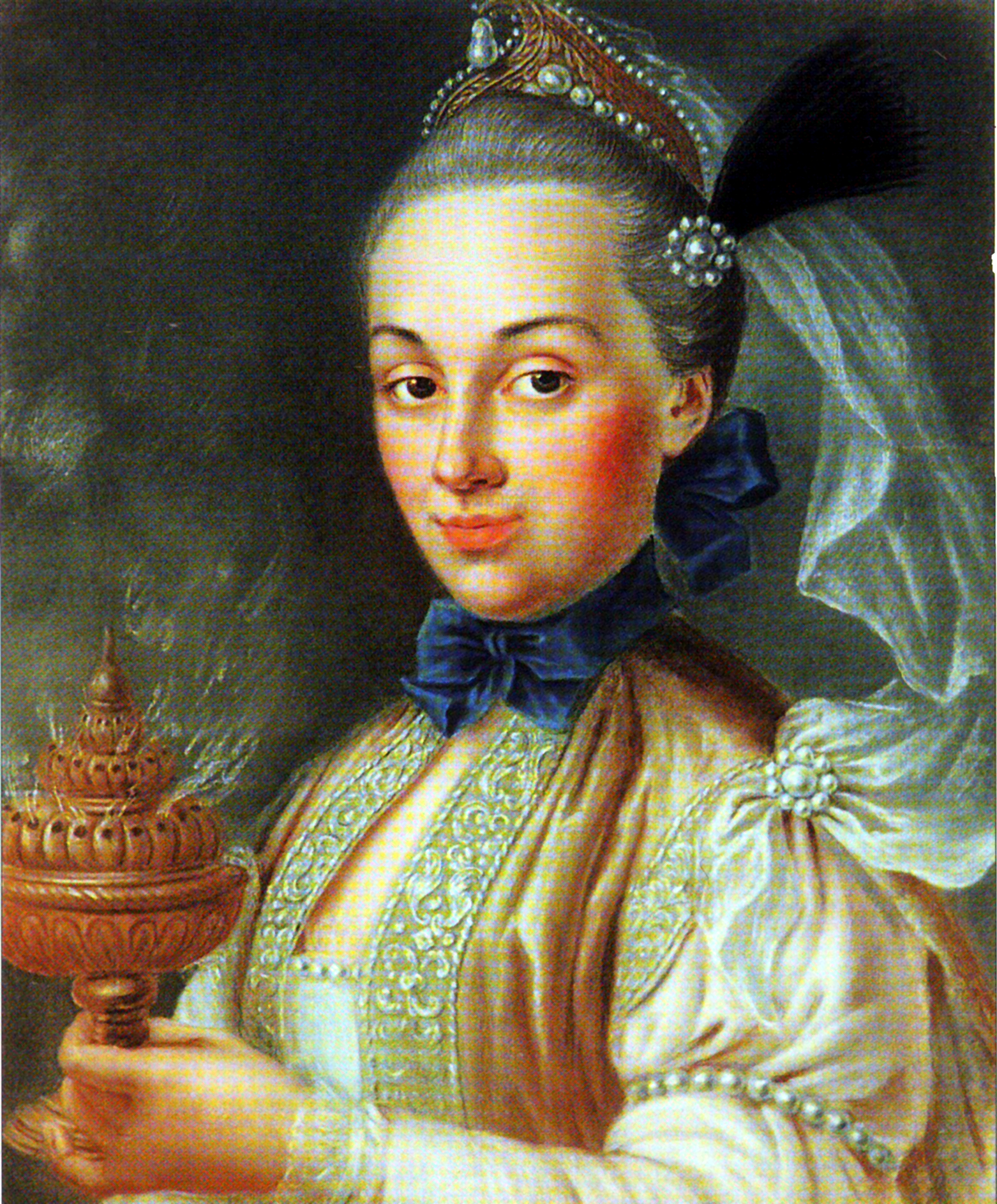
Портрет княгини Марии Яковлевны Грузинской, урождённой княжны Долгоруковой

Тем не менее Екатерина II, не будучи ещё императрицей знакомая с супругой царевича, оставила такую его характеристику:
Менее безобразный, чем граф Скавронский, он был зато круглый дурак; в особенности подчеркивало в нем этот недостаток то, что он никогда порядком не выучился говорить ни на одном языке, кроме своего родного, которого никто в России не понимал, кроме его грузин..
Умер в 1786 году. Похоронен в фамильной усыпальнице в Донском монастыре.

## Семья
Царевич Георгий был женат на княжне Марии Яковлевне Долгоруковой (?—1761), единственной дочери князя Якова Петровича Долгорукова (1708—1738) и Анны Михайловны Аргамаковой. Дети:
- Василий (1752—1764)[2]
- Яков (1751—1768)
- Анна (1754—1779) — замужем за князем А. Б. Голицыным